# Oleg Alexandrowitsch Wikulow
Oleg Alexandrowitsch Wikulow (russisch Олег Александрович Викулов, * 24. Januar 1987 in Pensa) ist ein russischer Wasserspringer. Er sprang zunächst im Kunstspringen vom 1-m- und 3-m-Brett und feierte Erfolge bei Juniorenwelt- und Europameisterschaften. Später konzentrierte er sich zunehmend auf das 10-m-Turm- und Synchronspringen.
Wikulow nahm an den Olympischen Spielen 2008 in Peking teil. Im Turmspringen schied er als 27. im Vorkampf aus.
Seine erste internationale Medaille gewann Wikulow bei den Europameisterschaften 2004 in Madrid. Im 10-m-Synchronwettbewerb wurde er mit Konstantin Chanbekow Zweiter. Bei den Europameisterschaften 2008 in Eindhoven konnte das Duo Bronze gewinnen. 2009 gewann er in Turin erneut Silber, diesmal mit Alexei Krawtschenko. Seine bislang beste Platzierung in einem Einzelwettbewerb war ein vierter Platz 2004 in Madrid und ein siebter Platz 2006 in Budapest, jeweils im 10-m-Turmspringen.
2002 wurde Wikulow Juniorenweltmeister im 3-m-Synchronspringen. Diesen Titel wiederholte er 2004. 2002 wurde er zudem Junioreneuropameister vom 1-m- und 3-m-Brett, 2005 gewann er den Titel im 3-m-Synchronspringen und wurde Zweiter im Turmspringen.